# Róbert Vittek
Róbert Vittek (Bratislava, 1 de abril de 1982) é um ex-futebolista profissional eslovaco que atua como atacante.
Com 23 gols em 82 partidas desde 2001, Vittek é o segundo maior artilheiro da história da seleção eslovaca de futebol. Ele jogou pela Eslováquia na Copa do Mundo FIFA de 2010, marcando quatro gols.

## Carreira
Começou sua carreira no ŠK Slovan Bratislava, em 1999, permanecendo por quatro anos, se destacando, e sendo contratado em 2003 pelo clube alemão 1. FC Nürnberg, quando o clube ainda estava na 2. Bundesliga, ajudando o time a ser promovido à Bundesliga na campanha de 2004-05, e durante a primeira metade da temporada 2004-05, ele assinou um contrato de longo prazo. Após cinco temporadas defendendo o clube, tendo conquistado o título da Copa da Alemanha de 2006–07, foi contratado pelo Lille, em 2008.[carece de fontes?]
Nunca tendo conseguido a titularidade no time francês, foi emprestado ao clube turco Ankaragücü em 2010. Após apenas algumas partidas, o clube decidiu comprar o passe do jogador.[carece de fontes?]

## Seleção Eslovaca
Com mais de 70 jogos pela Seleção de seu país, foi um dos responsáveis pela classificação desta para as oitavas de final da Copa do Mundo de 2010, eliminando a então campeã mundial Itália, partida na qual Vittek marcou dois gols, pela terceira rodada da fase de grupos da Copa.
Nas oitavas de final, apesar da derrota eslovaca para a Seleção Holandesa, Vittek assegurou um lugar entre um dos principais artilheiros da copa após fazer o gol de honra da seleção eslovaca no último minuto da partida e desta forma garantir 4 gols ao lado do argentino Gonzalo Higuaín.[carece de fontes?]

## Vida pessoal
Vittek é casado com a empresária eslovaca Patrícia Vittek, que conheceu durante sua carreira de jogador no Hamburger SV.

## Títulos
1. FC Nürnberg
- Copa da Alemanha: 2006–07[8]

## Prêmios individuais
Os prêmios que Róbert conquistou são:[carece de fontes?]
- Melhor jogador do Eslováquia: 2006